# 鸚鵡螺型人力潛艇

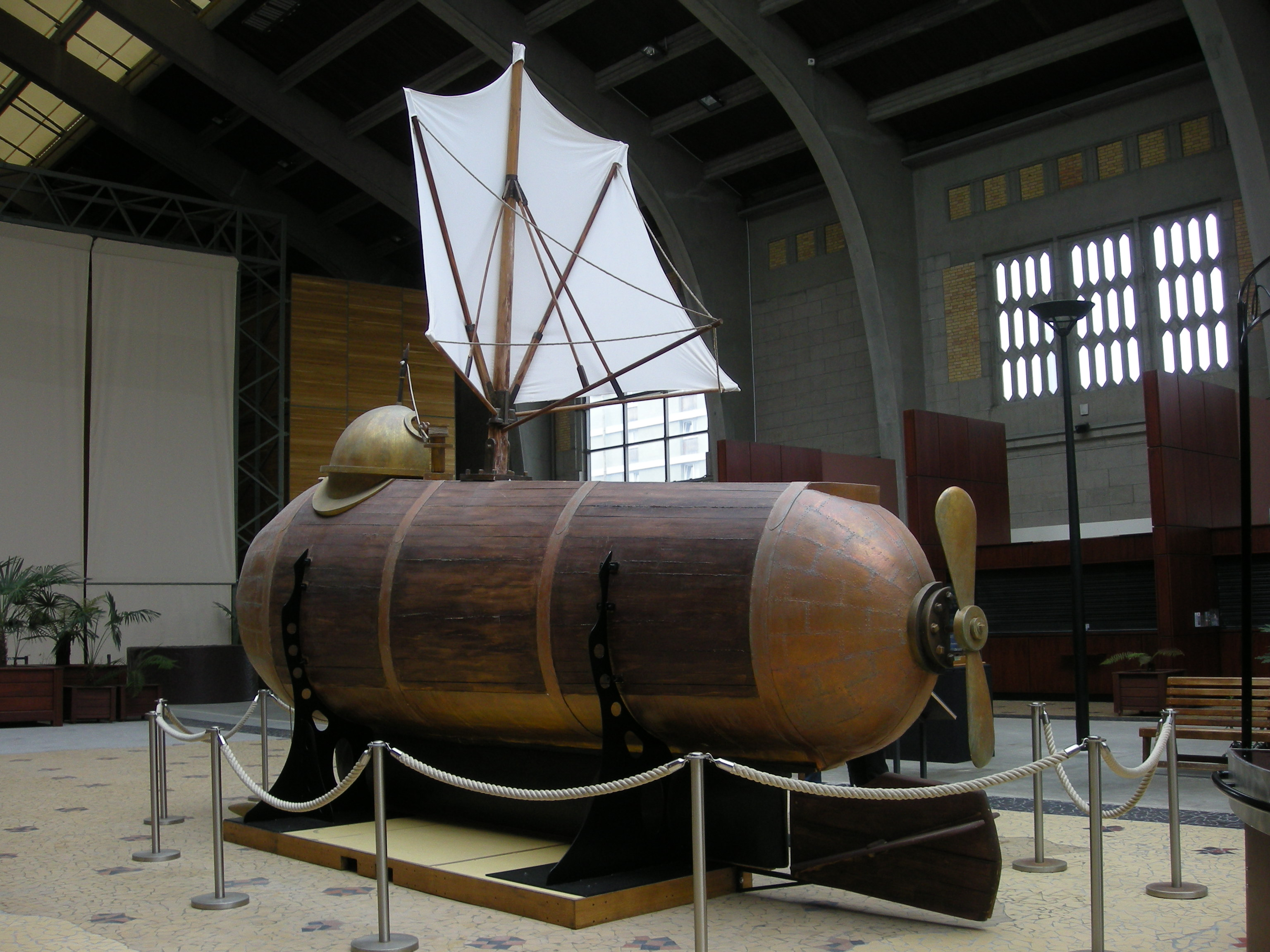
鸚鵡螺1型人力潛艇

鸚鵡螺型人力潛艇是由愛爾蘭裔美國人羅拔.富爾頓研製的人力潛艇，由於富爾頓祖籍是當時受到英國人壓迫的愛爾蘭，他想把潛艇這種可以挑戰英國軍艦的武器給當時反英的法國，此稱「鸚鵡螺1型」。

## 設計

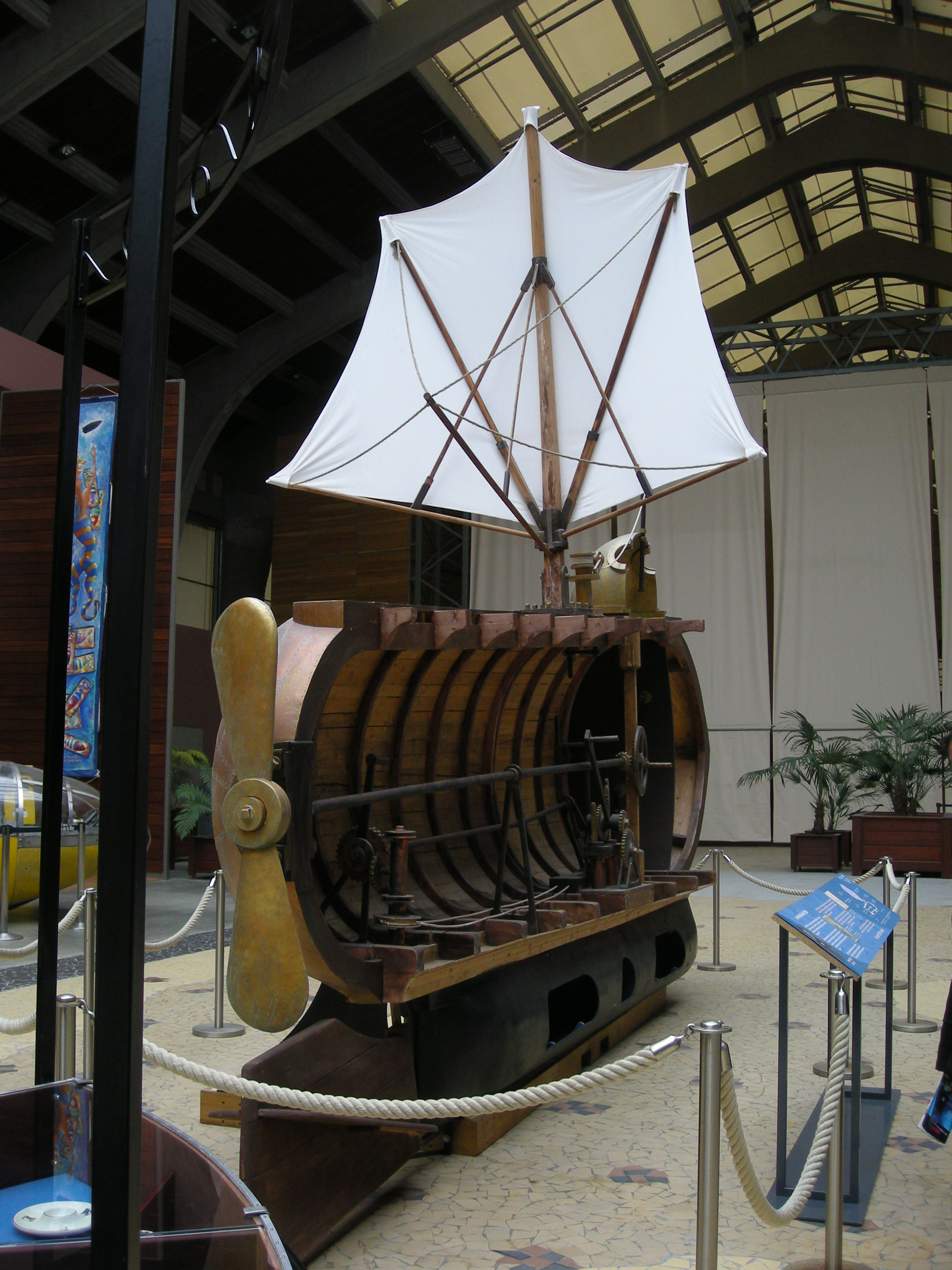
鸚鵡螺1型內部剖視

首先其主結構就像是一個木製大酒筒，在其前上方有個小型指揮塔兼出入口，其船尾有個雙葉螺旋槳，由4個人搞動，船內的壓縮空氣瓶能供氧4.5小時，內裡會點蠟燭，這除了照明的需要，還是告知有否缺氧，因為一旦蠟燭息滅就要上浮。
其船尾也有方向舵和昇降舵，這可保證它在水中潛航是穩定的，在其上方有可拆除的風帆，當它要在水上航行時就用此風帆前進。
身為潛艇要上浮和下潛，為此在其船艙內也加入可令船隻上浮和下潛的水櫃。
鸚鵡螺號的設計已奠下後來潛艇的初型，後來美國海軍就真的把他們第一艘核潛艇，名叫鸚鵡螺號。

## 歷史
1798年，富爾頓把鸚鵡螺1型的設計交給法國軍方評審，當時著名的法國軍事家拿破倫正要攻打駐埃及英軍。
1800年，富爾頓駕駛鸚鵡螺1型在塞納河公開展示，並且作出下潛和上浮的表演。

## 作戰方式
1801年，富爾頓在法國海軍官員面前駕駛鸚鵡螺1型以潛航來接近一艘法國舊軍艦，在其船底偷偷地鑽一個洞，再綁上一個9公斤的炸藥包，然後離開，那艘船之後也發生爆炸，炸藥包是由船隻的擺動而被引爆。

## 結果

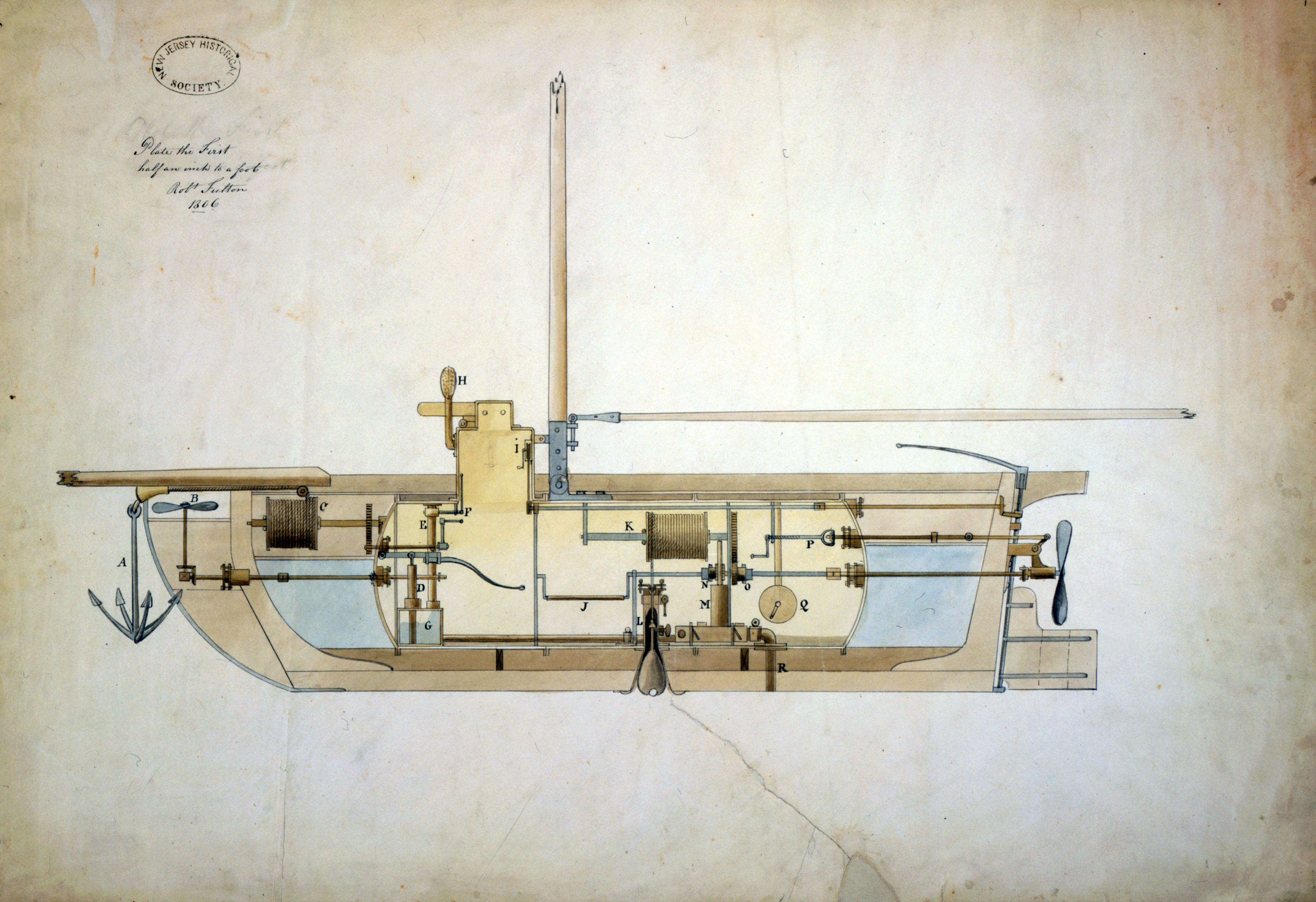
鸚鵡螺2型

最終因以當時來說太創新，法國人一時未能體會其實戰價值而作罷，富爾頓為了潛艇計劃能繼續，竟然投向他原本要對付的英國。
富爾頓為此推出其改良型--鸚鵡螺2型，和鸚鵡螺一型相比，其船身更像是一艘船。
1805年，富爾頓在英國首相威廉.皮特面前炸毀了擄來的丹麥船多羅西亞號。
但英國海軍最終的結論：
潛艇這種武器是掌握制海權的人不想要的，因為這會令制海權被剝奪。
顯然，對於擁有強大水面艦隊的英國來說，一旦潛艇這種武器被發展出來，英國皇家海軍要面對的一大威脅就是潛伏在深海的潛艇，這也成為在第一和第二次世界大戰時英國海軍面對德國U艇時的預言。
1806年，富爾頓回到美國，當時的美國總統杰佛遜對此祇表示「謹慎的興趣」。